# Юлиан
Юлиа́н (лат. Iulianus, Julianus) — мужское имя латинского происхождения, производное от Юлий. Означает «из рода Юлиев» или «юлианец», (солдат или сторонник партии Цезаря). Другая форма этого латинского имени в русском языке — Иулиан.
Русская форма этого имени в просторечии— Ульян, от которого происходит известная фамилия Ульянов. Есть также и женская форма этого имени: Юлиания (Ульяна) или Иулиания.

## Известные носители
- Дидий Юлиан, император Римской империи (II век н. э.);
- Флавий Юлиан (Юлиан Отступник), император Римской империи (IV век н. э.);
- Юлиан — легендарный вестготский граф и губернатор Сеуты, призвавший арабов в Европу (VIII век н. э.);
- Юлиан Гостеприимный, святой Католической церкви;
- Юлиан Венгерский — монах Доминиканского ордена, исследователь и путешественник. Очевидец нашествия войск Батыя на Волжскую Булгарию и Русь.
- Юлиан — российский эстрадный певец, Заслуженный артист России